# الرئيس الأبدي للجمهورية
مجلس الرئاسة الجمهوري (بالكورية: 공화국의 영원한 주석)‏، إن نظام الحكم في كوريا الشمالية، هي نظام حكم جمهوري وراثي وهي أشبه بمرحلة الحكم الملكي، فقد حكم كيم إل سونغ البلاد وهو المؤسس والرئيس الأول لجمهورية كوريا الديمقراطية الشعبية مايقارب 46 عاماً، بدأها بتاريخ 14 أكتوبر عام 1948م وحتى فارق الحياة بسبب احتشاء عضلة القلب، ويأتي من بعده الرئيس الثاني لكوريا الشمالية «كيم جونغ إل» والذي خلف من بعد والده الحكم مايقارب 17 عاماً حتى فارق الحياة بتاريخ 17 ديسمبر عام 2011م، وتولى من بعده إبنه كيم جونغ أون وعمره 29 عاماً.

## اقرأ أيضاً
- كيم جونغ إل
- كيم جونغ أون
- الحرب الكورية
- نائب رئيس كوريا الشمالية